# タタ・コンサルタンシー・サービシズ
タタコンサルタンシーサービシズ（英語：Tata Consultancy Services: TCS）は、インド・マハーラーシュトラ州ムンバイに本社を置くインド最大手のITサービス企業。インド最大財閥タタ・グループの中核企業。世界55カ国に60万人超の社員を擁し、アクセンチュア、IBMとあわせてBIG3企業と称される。MMIとPCMMの双方でレベル5を取得した世界唯一の企業である。日本においては、三菱商事との合弁会社である日本タタ・コンサルタンシー・サービシズが日本法人として活動している。

## 概要
タタ・グループ（タタ財閥）のITサービス企業であり、コンサルティングを基盤とし、ITインフラ、BPO、エンジニアリング、IoT、デジタルトランスフォーメーション（DX）、エンタープライズアプリケーション、アシュアランスサービスなど、サービス領域は多岐にわたる。
世界100以上の拠点を有機的に結ぶ、独自の「グローバル・ネットワーク・デリバリーモデル（Global Network Delivery Model）」や、コンピュータ（マシン）に何ができるかを考え、人間によって行われている作業をテクノロジーによって自動化するアプローチを基本とした「マシンファースト・デリバリーモデル（Machine First Delivery Model: MFDM）」を強みとしている。
ゼネラル・エレクトリック(GE)、シティグループ（Citi）、AT&T、ボーイング、ブリティッシュ・エアウェイズをはじめ、1000社超のグローバル大手企業の顧客との取引実績を有し、製造、金融/保険、通信/メディア、旅客/運輸、小売/消費財、ハイテク、電力、ライフサイエンス（医薬品/医療機器）、教育、公共など、幅広い業界/業種に向けてソリューションを提供している。
IBM、Accentureと並ぶITサービス企業の最大手と見なされBIG3と称されている。イギリスの企業格付け会社であるBrand Finance社の提供するITサービス分野の2025版ランキングでは、TCSがブランド価値として200億米ドルを突破した2番目のグローバルITサービスブランドとなった（1位がアクセンチュア、3位がインフォシス、4位がIBMである）

## スポンサー活動
2014年よりニューヨークシティマラソンのタイトルスポンサー兼テクノロジーパートナーを務めている。
2017年より全日本スーパーフォーミュラ選手権（SUPER FORMULA）に参戦するNAKAJIMA RACING（チーム総監督:中嶋悟）のタイトルスポンサー兼テクノロジーパートナーを務めている。
2021年-22年シーズンより、フォーミュラEに参戦するジャガー・TCS・レーシングのタイトルスポンサーを務めている。

## 日本における事業
1987年より日本市場に進出し、2003年に日本法人を設立。
2014年7月1日、タタコンサルタンシーサービシズジャパン株式会社、株式会社アイ・ティ・フロンティア（三菱商事グループのIT中核企業）、および株式会社日本TCSソリューションセンターの3社が合併し、日本タタ・コンサルタンシー・サービシズ株式会社（日本TCS）が発足、事業を拡大している。